# The Works (film)

Il logo di The Works così com'è presente nel trailer.

The Works è un film d'animazione incompiuto, scritto e diretto da Lance Williams. Venne finanziato tra la fine degli anni settanta e la prima metà degli ottanta da Alexander Schure, co-fondatore e primo presidente del New York Institute of Technology, con l'idea di realizzare, tramite la divisione Computer Graphics Lab (CGL), il primo lungometraggio totalmente in computer grafica.
La storia è ambientata in un futuro in cui la razza umana si è estinta sulla Terra a causa di The Works, un supercomputer militare che poi ha ripopolato l'intero pianeta di robot. Soltanto degli astronauti ricercatori sono sopravvissuti e in due millenni hanno creato una nuova società su degli asteroidi. Gli androidi di stanza sulla Luna un giorno inviano loro un ambasciatore, Ipso Facto, col compito di reclutare un essere umano affinché parli con The Works per farsi consegnare i dati sulla passata civiltà terrestre. Si imbatte in un ragazzino, Beeper Raxis, che diventa il suo compagno d'avventure. 
La lavorazione del film iniziò nel 1979 ma venne interrotta nel 1986, quando il laboratorio di ricerca e Schure si resero conto dell'infattibilità del progetto a causa dei limiti della tecnologia dell'epoca e dell'inesperienza in ambito cinematografico dei membri del personale. Essa permise comunque di ottenere ragguardevoli traguardi nell'ambito della modellazione 3D e degli effetti in CGI, testimoniati da alcune opere presentate nelle edizioni del SIGGRAPH tra il 1981 e il 1983. In più, alcuni ex-dipendenti del CGL seppero sfruttare la loro esperienza e i loro studi presso altre case di produzione, come LucasFilms, Walt Disney Animation Studios, DreamWorks e Pixar Animation Studios. Qualora fosse stato completato, The Works sarebbe stato il primo lungometraggio interamente creato in computer grafica, obiettivo e primato raggiunti soltanto anni dopo, nel 1995, dal primo prodotto della Pixar Toy Story - Il mondo dei giocattoli.

## Trama

Uno dei robot, in una scena del trailer.

In un remoto futuro, la Terra è sconvolta dalla terza guerra mondiale. Per fermarla, un "supercomputer" militare decide di far collidere un asteroide con il pianeta, portando all'estinzione tutti gli esseri umani. Gli unici superstiti risultano dei ricercatori che si trovavano su alcuni planetoidi a condurre degli studi. Costoro, in due millenni, fondano una nuova civiltà.
Un giorno, T-Square e Beeper Raxis, due giovani piloti d'astronave, si accorgono dell'arrivo di un oggetto metallico sferoidale, diretto verso una delle loro "città bolla". Ipotizzando che possa essere una bomba spedita dalla Terra per annientare gli ultimi uomini rimasti in vita, Beeper decide di distruggerla lanciandovisi contro. L'impatto in realtà danneggia solo il suo velivolo, che viene gettata nello spazio profondo. L'oggetto metallico si rivela intanto una nave spaziale guidata da un robot, che va a salvare Beeper.
L'androide, di nome Ipso Facto, è "esperto degli esseri umani" ed è stato mandato da Selene, il cervello elettronico del centro di ricerca scientifica della Luna, per reclutare un uomo in carne e ossa il quale possa parlare con "The Works", il "supercomputer" militare che, impazzito dopo la fine della terza guerra mondiale, tiranneggia migliaia di robot. L'obiettivo è quello di ottenere da lui tutte le informazioni relative al progresso umano, dalle arti alla scienza, passando per la tecnologia e la medicina così da poterle donare ai sopravvissuti. Selene aveva tentato diverse volte di parlare con The Works, ottenendo in risposta solo minacce e tentativi d'offesa tramite missili atomici.
Beeper accetta la missione. Durante il viaggio viene trasferito su un'altra navicella con cui si collega a The Works, il quale da principio non crede che lui sia un umano, considerandolo un robot assemblato da Selene per rubare i suoi dati. Ciononostante fornisce le coordinate di atterraggio, con l'idea di catturarlo e sottrargli la memoria, al fine di ricavare informazioni utili circa i piani architettati dalla sua "nemica". Quando infatti Beeper e Ipso entrano nell'atmosfera terrestre, vengono colpiti da alcuni raggi laser. Riescono comunque ad atterrare, ma la loro astronave non può più ripartire. Il ragazzino si muove inoltre con molta difficoltà a causa della forza di gravità ed è costretto a indossare una speciale tuta stabilizzante. Una volta usciti dal velivolo, s'inoltrano nella vegetazione circostante, alla volta del computer centrale. Giungono alcuni robot, incaricati di disassemblare i visitatori: Ipso tenta di convincerli del fatto che il suo compagno di viaggio sia un autentico Homo sapiens, ma non gli credono, poiché la tuta stabilizzante e il suo elmetto rendono il giovane un loro simile. Dunque Ipso si trova costretto a esibire delle impressionanti tecniche di combattimento, con cui annienta, uno dopo l'altro, gli avversari.
Mentre attraversano un agglomerato architettonico in costruzione, i due vengono raggiunti dallo Squadrone Dinosauro, un gruppo di dischi volanti di nuova fabbricazione che si uniscono per formare un gigantesco Tyrannosaurus rex. Ipso cerca di combatterlo, ma viene smontato pezzo per pezzo e posto in alcune scatole metalliche. Beeper, nascostosi in uno dei palazzi, segue i veicoli che trasportano il suo amico fino a un edificio piramidale, una sorta di magazzino. Si perde nei corridoi pieni di oggetti accatastati alla rinfusa, ma riesce infine a trovare Ipso Facto e a ricostruirlo. La coppia viene raggiunta da alcuni androidi e dallo Squadrone Dinosauro: Ipso riesce a neutralizzare alcuni dischi volanti e a riconvertirne uno, permettendo così la fuga. Fuori dall'edificio, un robot tripode lo colpisce con un raggio laser e fa precipitare in mare i due, che vengono inghiottiti dalle acque, scomparendo agli occhi e ai radar degli inseguitori.

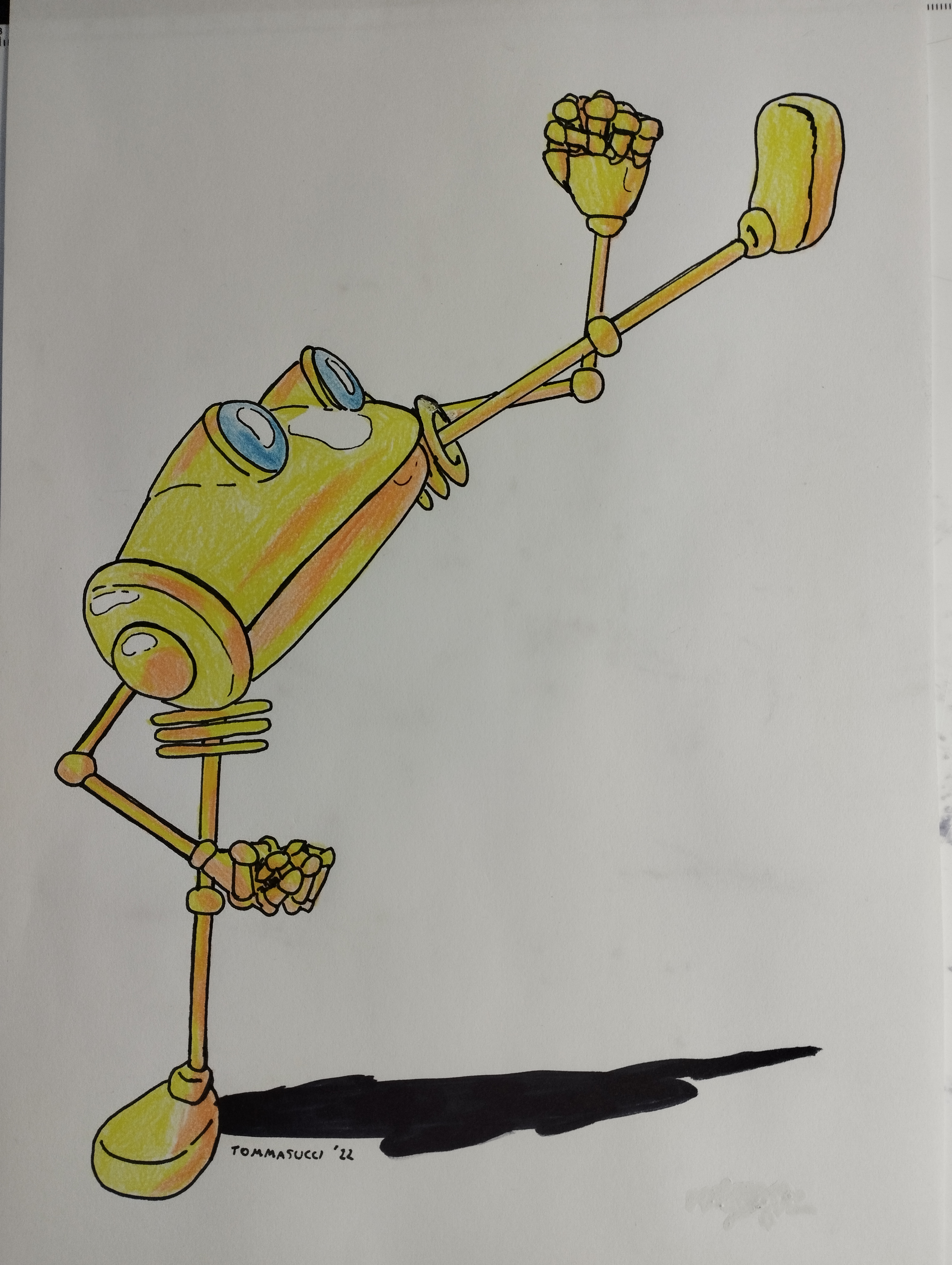
Fan art di Ipso Facto, mentre effettua una mossa di karate.

Beeper e Ipso Facto approdano su una spiaggia, situata nei pressi di un immondezzaio: qui Ipso, sebbene abbia perso una mano, ripara un robot dismesso e abbandonato. Costui riconosce nel giovane un essere umano, poiché, essendo molto antico, ha effettivamente avuto a che fare con gli uomini, a differenza delle macchine più nuove. Gli viene chiesto come poter raggiungere The Works, ma lui non lo sa e indirizza il duo verso altre macchine, che stanno giocando a poker. Ipso si unisce alla partita e come posta in palio offre Beeper stesso, che pubblicizza come uno schiavo indefesso e molto forte. Malgrado i timori del ragazzo, vince partita dopo partita, arrivando a ottenere da uno degli sfidanti, Rusty, la propria memoria. Da questa Ipso apprende che per andare al computer centrale serve una qualche unità pesante. Beeper nota un enorme veicolo a forma di formica fermo in mezzo alla strada. La coppia vi sale facendolo partire. La mano di Ipso, uscita dal mare, la segue da lontano.
Con la formica il duo giunge a un grande condotto d'aerazione che lo porta all'interno di The Works, un vasto complesso di macchinari e strutture metalliche. Ipso e Beeper vengono circondati da alcuni androidi militari, bloccati da dei morsetti d'acciaio e da un raggio immobilizzante. The Works è pronto a smontarli, ma la mano di Ipso, intrufolatasi nella struttura, pigia un pulsante che fa girare l'antenna paralizzante, colpendolo. Tutti gli androidi si spengono.
Beeper chiede aiuto a Ipso che però, disattivato, non può rispondere. Tuttavia, una scintilla di vita, provocata dalla voce del giovane, lo risveglia. Con la sua forza Ipso rompe i morsetti liberando il compagno che, ferito, perde sangue. The Works lo nota, capisce che è un vero essere umano e ne è entusiasta. Beeper gli chiede come mai sia felice nel vedere un membro di una razza che ha quasi estinto e questi risponde di non aver avuto scelta: il computer rivale era in possesso di armi batteriologiche mortali; l'unico modo per sconfiggerlo era far precipitare sulla Terra un asteroide. In più, The Works era stato costretto a uccidere anche quegli uomini riusciti a salvarsi poiché, contaminanti dai virus rilasciati durante il conflitto, stavano cercando di raggiungere i ricercatori sugli asteroidi. Beeper, realizzando che la macchina aveva agito per il bene della sua gente, lo ringrazia. Si mette in comunicazione con Selene, che informa tutti dell'imminente arrivo dei coloni, guidati da T-Square.

## Produzione

### Retroscena

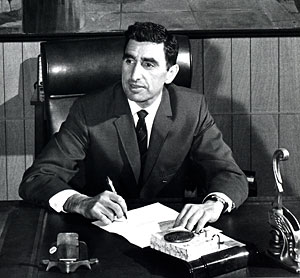
Alexander Schure, fondatore del New York Institute of Technology e del Computer Graphics Lab.

Il New York Institute of Technology (noto con la sigla NYIT) era stato fondato nel 1955 da Alexander Schure, un "milionario eccentrico e dalla parlantina veloce": presso i due campus che lo costituivano, uno a Old Westbury (a Long Island) e l'altro a Manhattan, gli studenti venivano guidati nei campi di ricerca tecnologica e scientifica. Attraverso metodi creativi d'insegnamento, l'università promuoveva l'istruzione dei giovani meno privilegiati: per esempio venne sperimentato l'apprendimento della matematica tramite il fumetto, così da aiutare le matricole più in difficoltà. L'idea riscosse un certo successo e Schure volle trasformare i disegni in un prodotto d'animazione a scopi educativi, dando vita a una delle sue grandi passioni. Con la vittoria di una medaglia d'oro al New York International TV Film Festival, decise di aprire al campus di Old Westbury il Dipartimento di Animazione, Centro Arti Visive e Tech Sound Lab.
Nel 1974 Schure annunciò che avrebbe diretto e prodotto un lungometraggio animato, Tubby the Tuba, ispirato all'omonima canzone per bambini del 1945 di Paul Tripp e George Kleinsinger. "Assunse un centinaio di animatori [...] ma presto si rese conto che disegnare ogni fotogramma a mano era un processo tedioso", pertanto cominciò a cercare mezzi e risorse tali da poter accelerare la lavorazione. David C. Evans di Evans & Sutherland lo convinse a visitare i laboratori di computer grafica dell'università dello Utah. Come raccontato da Michael Morrison nel suo saggio Becoming a Computer Animator del 1994: "Dopo aver visto la situazione all'UU, chiese a Evans di quale attrezzatura aveva bisogno per creare computer grafica. Disse alla sua gente di 'portarmi uno di tutto ciò che hanno'". Edwin Catmull, che aveva appena conseguito il dottorato in informatica e aveva trovato lavoro presso l'azienda manifatturiera di computer Applicon, venne contattato da Schure con la proposta di andare da lui "per creare un laboratorio di ricerca indipendente, assumere una squadra, acquistare qualsiasi attrezzatura di cui avevano bisogno, senza vincoli, solo per sviluppare una grande tecnologia" in grado di assistere gli animatori nella realizzazione di cartoni animati.
E così nello stesso 1974 venne stabilito a Old Westbury il Computer Graphics Lab (CGL), con a capo Catmull. Questi era stato seguito dall'amico e collega Malcolm Blanchard. Nei mesi successivi due ex-dipendenti dello Xerox Palo Alto Research Center, Alvy Ray Smith e David DiFrancesco, vennero informati del progetto da un consulente dell'università dello Utah, Martin Newell: Smith aveva lavorato con Richard Shoup al programma di colorazione digitale SuperPaint, prima di venire licenziato, e spese i suoi ultimi risparmi per volare al NYIT da Berkeley, California. Venne subito assunto con DiFrancesco, nel ruolo di "Information Quanta".
Il laboratorio crebbe di personale nel corso del tempo, accogliendo, tra gli altri, l'artista visuale Ed Emshwiller e i programmatori e ricercatori Lance Williams, Jim Blinn, James H. Clark, Tom Duff, Ralph Guggenheim, Garland Stern, Fred Parke e Christy Barton, molti dei quali provenienti dall'università dello Utah. Schure non volle dar loro limiti di spesa e riuscì a procurarsi tutte le migliori strumentazioni in commercio, come un PDP-11 e un VAX della Digital Equipment Corporation, nonché l'ultimo modello dell'LDS-1 e il "primo framebuffer ad accesso casuale" di Evans & Sutherland.

Nel 1975 Tubby the Tuba venne completato, ma già durante le prime proiezioni di prova a Manhattan, si rivelò essere un fallimento. Come riportò Safi Bachall nel suo Loonshots: How to Nurture the Crazy Ideas That Win Wars, Cure Diseases, and Transform Industries:

### Sviluppo

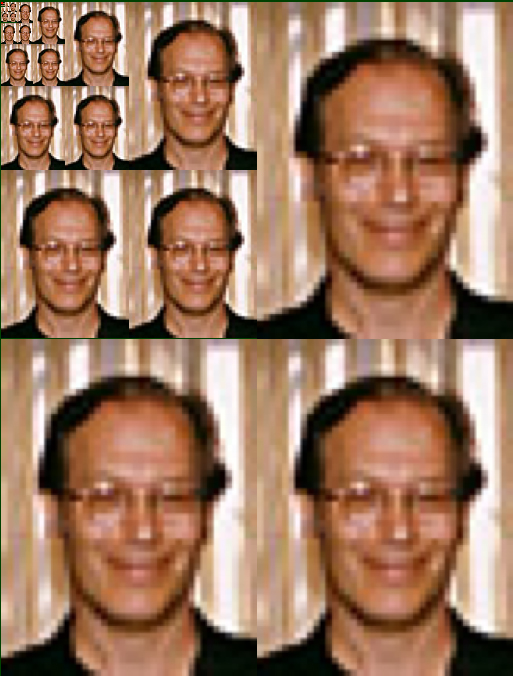
Lance Williams (qui in una foto con effetto MIP map), ricercatore senior del Computer Graphics Lab e ideatore di The Works.

Al netto dell'insuccesso di Tubby the Tuba, il CGL "prosperò in uno spirito pionieristico, creando pietre miliari in molte aree del software grafico". A titolo esemplificativo, Williams inventò il MIP map, Catmull il canale alfa e il Tween (software per l'animazione 2D che produceva automaticamente intercalazioni tra due fotogrammi), Smith elaborò Paint (il primo programma di disegno RGB) e Stern sviluppò un sistema di scansione e pittura che sarebbe poi stato alla base del Computer Animation Production System, usato dalla Walt Disney Animation Studios.
Nel 1979 George Lucas chiese a Catmull di guidare un gruppo di ricercatori per portare la computer grafica, il montaggio video e l'audio digitale nel campo dell'intrattenimento, facendolo diventare vicepresidente della Industrial Light & Magic, divisione della Lucasfilm. Lo raggiunsero Smith e DiFrancesco. La mansione di capo del CGL venne assunta da Louis Schure, figlio di Alexander, sotto la guida del quale il laboratorio cominciò a concentrare i propri sforzi sull'animazione tridimensionale.
In quello stesso periodo Lance Williams, dal 1978 ricercatore senior, presentò una sceneggiatura da lui scritta intitolata The Works, che immaginava un futuro lontano in cui i robot avevano rimpiazzato l'umanità sulla Terra in seguito a una guerra devastante. Lo stesso titolo era ispirato al termine in lingua ceca robota, ovvero "forza lavoro", "schiavi". Il soggetto piacque molto a Schure, che decise di produrlo, con l'obiettivo non solo di realizzare il primo lungometraggio animato totalmente al computer, ma anche di "migliorare il medium cinematografico così come lo conosciamo". Più in generale, l'idea di un'opera di fantascienza entusiasmò l'intero CGL, poiché il genere da un lato era coerente con l'ambiente dei laboratori informatici, mentre dall'altro favoriva la ricerca creativa e tecnologica. Infatti lo stesso Williams, che avrebbe anche curato la regia, raccontò:

#### Tecnologia

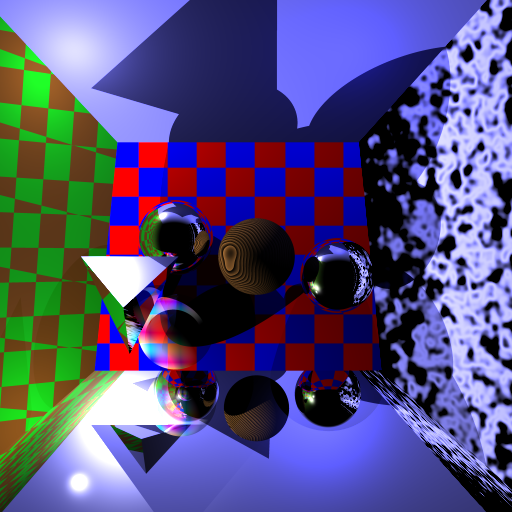
Immagine realizzata con ray tracing con antialiasing, proiezione 3D, reflection mapping e texture frattale. Alcuni di questi effetti vennero sperimentati durante la lavorazione di The Works.

Fin dall'inizio The Works venne giudicato un progetto ambizioso e inedito. Il personale del CGL si trovò infatti a elaborare programmi sempre differenti, ottimizzandoli con le componenti hardware migliori sotto il punto di vista della velocità e delle prestazioni, per poter riuscire a creare i modelli 3D e ad animarli. Non ci fu una vera e propria leadership, dato che tutto lo staff contribuiva con idee o suggerimenti che si sommavano alle precedenti:
(Lance Williams)
Numerose furono le invenzioni durante la lavorazione al film. Williams sperimentò nuove tecniche di z-buffering e, con Heckbert e Parke, scrisse un programma apposito per le animazioni facciali, laddove assieme a Ned Greene progettò un software di modellazione di mesh poligonali. Poi in collaborazione con Jules Bloomenthal, il quale in solitaria aveva scritto un'applicazione per la foggiatura realistica degli alberi, creò DEKINK, uno strumento di registrazione e di antialiasing, e assistendo Heckbert computò il coons image warping. Duff scrisse con Blinn il MAT, un linguaggio di modellazione 3D per yacc, e da solo il SOID, un programma di rendering di superfici quadriche con z-buffer dotato di texture mapping e bump mapping (cui Mike Chou aggiunse una funzionalità di reflection mapping tra il 1982 e il 1983). Ephraim Cohen elaborò ZOOM ed EPT, rispettivamente un software di ricampionamento di immagini filtrate e uno strumento di pittura. Dick Lundin portò a compimento alcuni strumenti di creazione tridimensionale.

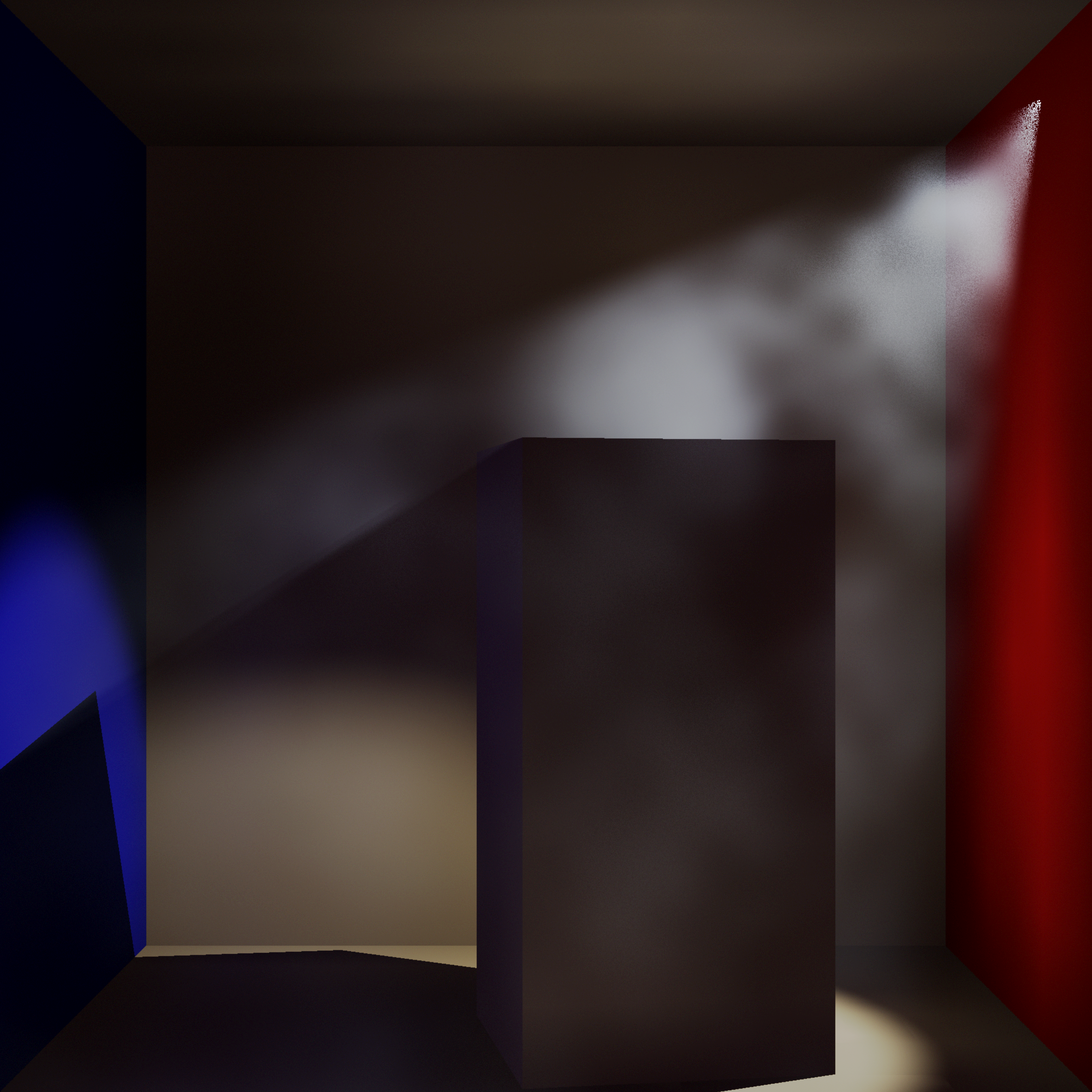
Rappresentazione di un modello tridimensionale in cui sono impiegati il rendering volumetrico e il beam tracing.

Heckbert creò POLY (elaboratore poligonale con z-buffer e text mapping) e una prima forma di rendering volumetrico, detta splatting; in più assieme a Pat Hanrahan ideò il beam tracing e con Greene un renderer con z-buffer per proiezioni fish-eye. Hanrahan realizzò una nuova libreria winged edge e un programma interattivo di modellazione, EM. Inoltre, guidò un progetto volto a costruire un dispositivo laser in grado di scansionare modelli 3D direttamente nel computer. John Lewis e Peter Oppenheimer programmarono un sistema di modellazione frattale, mentre Greene ne scrisse un altro in grado di ricreare il cielo a partire da delle fotografie. Stern produsse il sistema interattivo di animazione key frame BBOP e Thad Beier il SSOID, per usare la geometria solida costruttiva su superfici quadriche. Importanti contributi al disegno digitale, all'image morphing e all'animazione computerizzata provennero da Andrew Glassner, Franklin C. Crow, Tom Brigham, John Schlag, David Sturnam, Kevin Hunter, Tom Shermer e Robert McDermott. Infine Tracy Petersen, direttrice del Digital Sound Lab, con Carter Burwell e Mike Kowalski sperimentò nuovi sistemi di sintesi audio, come quella incrociata, che, attraverso dei processori vettoriali, aveva la capacità di sincronizzare alla perfezione suono e immagine.
Poiché per il CGL apparve alquanto laborioso riversare i propri lavori su pellicola, gli esperimenti d'animazione vennero condotti soltanto tramite videocassette:
(Lance Williams)

#### Design e animazione dei personaggi

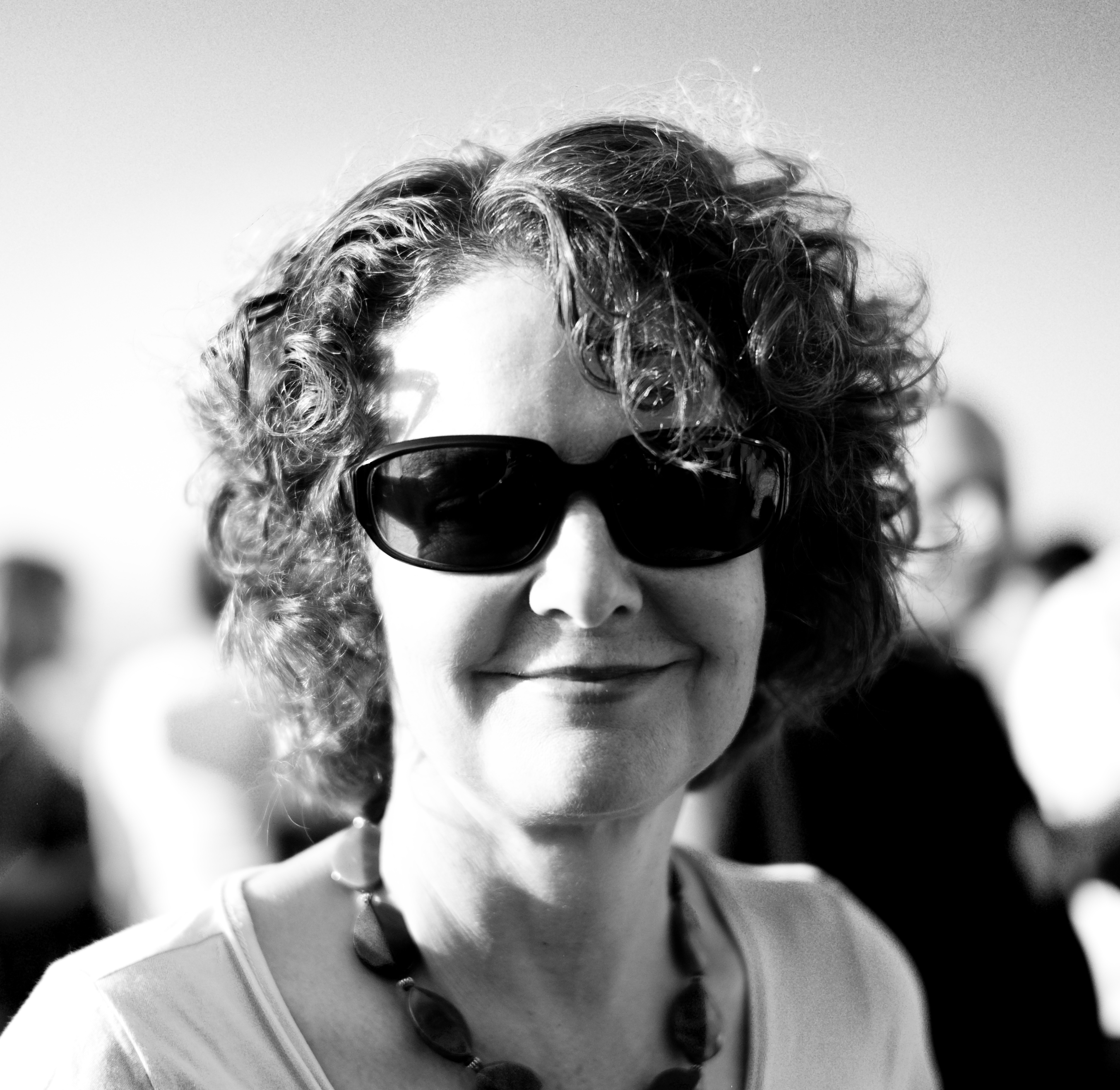
Rebecca Allen, una degli animatori del film.

Per The Works vennero reclutati nuovi ricercatori e programmatori, tra cui le artiste digitali Rebecca Allen e Amber Denker, che lavorarono alle animazioni. Venticinque erano i robot che sarebbero comparsi nel film e la squadra che ne curò il design venne capitanata da Bill Maher, precedentemente fumettista, progettista di automobili e pubblicista, assistito da Williams, Greene, Burwell e Lundin. Quest'ultimo in particolare si cimentò nella complessa realizzazione di una formica meccanica, sfruttando i suoi studi in ingegneria meccanica e progettando "alcuni modelli matematici davvero elaborati e magnificamente complessi". Maher invece realizzò delle texture riflettenti e lisce e dei robot "altamente stilizzati", che esprimessero "i suoi gusti per la combinazione di blocchi di costruzione, fonte di luce e codice ombra della modellazione di solidi geometrici".
Nessuno faceva dei bozzetti o degli studi preliminari, pertanto i personaggi venivano direttamente creati con una rudimentale tavoletta grafica collegata alla banca dati dei computer o con un software di modellazione tridimensionale. I robot venivano sovrapposti a delle fotografie per verificare la qualità del reflection mapping. Nel 1985 Williams, Greene e Burwell passarono ai test video, girando un cortometraggio di diciassette secondi intitolato Interface, in cui una donna, interpretata da Ginevra Walker, augurava con un bacio la buonanotte a un androide, dopo avergli detto che sarebbe uscita e che non doveva aspettarla alzato. Fu "il primo utilizzo in un'animazione del reflection mapping basato su foto, e anche il suo primo utilizzo per aiutare a raccontare una storia". Un secondo corto permise a Petersen di dimostrare i traguardi raggiunti con la ricerca sul suono digitale, mostrando le sfumature di movimento tra la bocca di due robot, uno maschio e l'altro femmina. Helping Handroid, in cui veniva pubblicizzato un cameriere robotico, fu un nuovo esperimento video volto a sottolineare le differenze di movimento tra un uomo meccanico e un essere umano. Maher ammise che "dopo un po' di utilizzo di questa tecnologia, loro [i robot] sembrano davvero reali. Vivi con loro giorno e notte. Sono costantemente nella tua mente".
Gli animatori si preoccuparono di dare ai personaggi delle movenze fluide e realistiche e sfruttarono il Tween di Catmull, che creava le intercalazioni automaticamente tra una posizione e un'altra. T-Square fu la più difficile e complessa da animare, poiché doveva esprimere vere emozioni umane; ciò pertanto rese necessarie delle articolazioni facciali e corporali completamente diverse rispetto a quelle dei robot. Per lo staff non si rivelò facile nemmeno progettare la sua tuta spaziale, che, al contrario degli altri design, impiegò "dodici passaggi di progettazione" e molti giorni di tempo:
(Bill Maher)

#### Le presentazioni ai SIGGRAPH

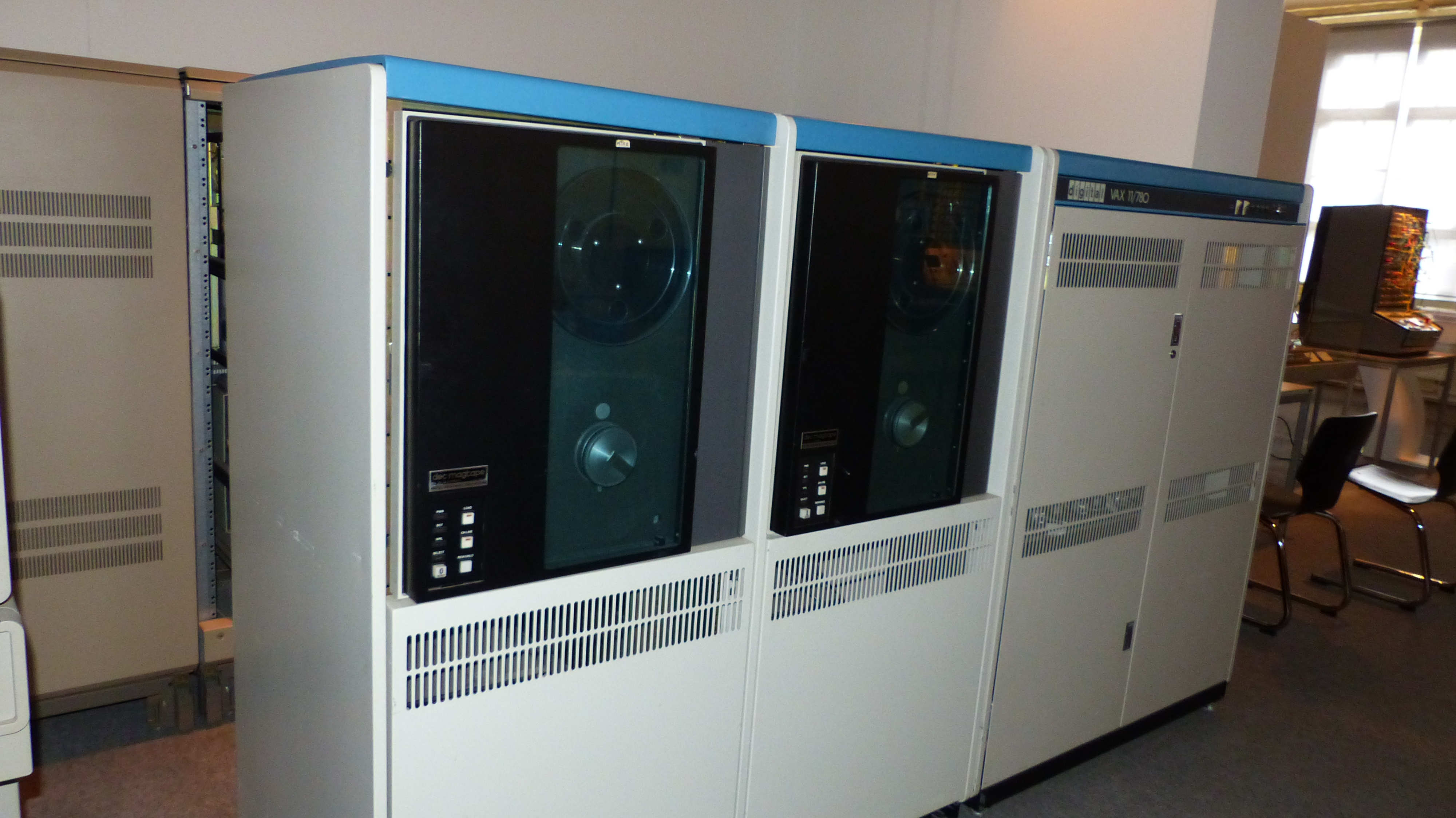
Un VAX 11/780, modello di mainframe usato dal CGL negli anni ottanta.

Alle conferenze di grafica computerizzata SIGGRAPH, il CGL presentò alcune stampe volte a mostrare i risultati tecnologici raggiunti durante la produzione di The Works. Nell'ottava edizione, tenutasi a Dallas nel 1981, Allen e McDermott portarono Kick, mostrante un modello 3D di donna che sferra un calcio in aria, e Heckbert Eye Planes, una sovrapposizione di poligoni aventi come texture la foto di un occhio aperto, e Dome with VW, in cui un androide sta accanto ad un'automobile in un ambiente geometrico. Blinn propose due rappresentazioni grafiche di Urano e Venere (rispettivamente Uranus from Voyager e Venus Topography), mentre Williams e Lundin una veduta del robot formica con accanto Ipso Facto chiamata Robot Ant with Ipso.
Nel 1982, a Boston, sempre Williams e Lundin mostrarono un'immagine, elaborata con un programma di Heckbert installato su un VAX 11/780, intitolata Saxobone e rappresentante un singolare strumento musicale simile a un sassofono smontato nella sua custodia. Greene invece propose Night Castles, una stampa, sempre realizzata tramite il VAX 11/780, in cui era illustrato un modello 3D composito di un castello sul mare, con ombreggiature e texture poligonali. L'anno successivo, a Detroit, sempre Greene presentò Mondo Condo, elaborato con un software scritto da Heckbert, Duff, Oppenheimer e Williams: in esso, due robot osservano delle costruzioni piramidali con sullo sfondo un ambiente roccioso.
A uno degli eventi, particolarmente acclamato fu un vero e proprio trailer di The Works, che, avente come sottofondo musicale il brano Impact di Patrick Moraz, faceva vedere alcuni robot in movimento, delle battaglie spaziali, dei modelli antropomorfi che combattevano o nuotavano, dei volti poligonali e una "maschera rossa e abbagliante", che doveva essere il "malvagio computer network dittatoriale". Come segnalato da Sarah Philip nel suo articolo The CGI film that was ten years ahead of Toy Story, "il pubblico rimase estremamente colpito dalla grafica all'avanguardia del film. Questa era la prima volta che qualcuno pubblicava clip di film che mostravano in modo esteso la mappatura delle texture, la mappatura dell'ambiente e l'animazione dei personaggi 3D". Dell'evento parlarono testate giornalistiche quali Time, Cinefantastique, Newsweek e Byte.

### Abbandono del progetto
Nonostante Schure non avesse dato limiti né di tempo né di budget, il CGL si trovò costretto, dopo svariati anni, ad abbandonare The Works. In primis, il personale difettava della presenza di maestranze cinematografiche, come veri registi o veri montatori:
(Thad Beier)
In secondo luogo, a causa della tecnologia dell'epoca (incapace di processare un numero così elevato di immagini, sequenze e animazioni necessarie per un film di 90 minuti), la lavorazione pervenne a una fase di stallo, prolungando i tempi di produzione e facendo lievitare i costi, che già ammontavano a diversi milioni di dollari. La mancanza di una chiara direzione spinse molti dello staff a lasciare i laboratori del NYIT per lavorare o all'Industrial Light & Magic o all'università Cornell, che dalla fine degli anni settanta aveva avviato un programma di ricerca nel campo dell'animazione computerizzata applicata alle arti dell'intrattenimento. Nel 1986 Schure decise di sospendere in via definitiva The Works.

## Eredità culturale

Logo dei Pixar Animation Studios

Benché potesse dirsi un progetto fallito, The Works fu considerato un prodotto rivoluzionario per i traguardi che permise di raggiungere nell'ambito della modellazione e animazione in 3D. Tali scoperte fruttarono già in alcune produzioni parallele al film. Per esempio, nel 1981 Allen, con i software di Beier e Heckbert, ideò la sequenza d'apertura del programma di divulgazione scientifica della CBS Walter Cronkite’s Universe, che fu "un precocissimo utilizzo dell'animazione al computer 3D in una sigla televisiva" e che le fece vincere un premio Emmy nella categoria Outstanding Individual Achievement in Animation. Nel 1984 Maher, Lundin, Williams, Allen e Burwell lavorarono a 3DV, uno speciale televisivo di mezz'ora che aveva per protagonisti due conduttori animati in CGI, User Friendly e Dot Matrix. Presentato al SIGGRAPH, ispirò Annabel Jankel e Rocky Morton per la realizzazione di Max Headroom dell'omonima serie TV, un cronista generato al computer che però era interpretato da un attore, Matt Frewer. Nello stesso anno, il team del CGL contribuì alla produzione del cortometraggio OMNIMAX The Magic Egg, patrocinato da Nelson Max e dagli organizzatori del SIGGRAPH Dick Weinberg e Dick Mueller e proiettato alla conferenza tenutasi a luglio, a Minneapolis. Al netto di alcuni problemi relativi alla lentezza dei dispositivi tecnologici, l'opera venne portata a termine e fu giudicata da Heckbert "un fantastico collage di animazione al computer".
Quanto progettato dal Computer Graphics Lab passò nelle mani di svariati studi cinematografici, sia della Silicon Valley, sia di New York, che ospitarono alcuni ex-dipendenti di Schure. Nel 1985 Heckbert andò alla Pacific Data Images, Bloomenthal alla Xerox PARC e Hanrahan alla Digital Equipment Corporation. L'anno successivo Williams si recò prima alla Jim Henson Productions e poi nel 1988 alla Apple.
Nel 1986 la Walt Disney Pictures produsse il film Navigator, diretto da Randal Kleiser, in cui venne impiegata per la prima volta la tecnica del reflection mapping, per rendere lucida e riflettente l'astronave che guida il protagonista. Pure James Cameron pochi anni dopo ne avrebbe fatto uso per The Abyss (1989) e Terminator 2 - Il giorno del giudizio (1991). Alcuni programmatori e animatori del CGL confluirono presso la Pixar di Catmull e Smith, la quale riuscì ad ottenere il primato che voleva raggiungere il NYIT: nel 1995 infatti produsse il primo lungometraggio interamente in CGI, Toy Story - Il mondo dei giocattoli.